# Крижаний міст

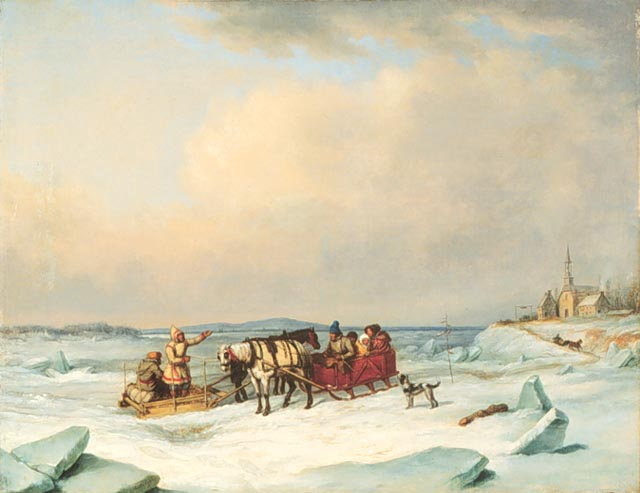
Картина Корнеліуса Крігофа «Крижаний міст у Лонг-Пуанті» 1847 р.

Крижаний міст — це замерзла природна споруда, утворена над поверхнею морів, заток, річок або озер. Вони сприяють міграції тварин або людей через водойму, яку раніше не могли перетнути наземні тварини, включаючи людей. Найзначніші льодові мости утворені зледенінням, охоплюючи відстані багатьох миль над іноді відносно глибокими водоймами.
Прикладом такого великого льодового мосту був той, що з'єднував острів Еланд із материковою Швецією приблизно за 9000 років до нашої ери. Цей міст досяг своєї максимальної корисності, коли льодовик відступав, утворюючи низинний замерзлий міст. Крижаний міст Еланд дозволив першій міграції людей на острів Еланд, що найлегше задокументовано археологічними дослідженнями народу Альби.
У романі Жуля Верна «У країні хутра» 1873 року група мисливців на хутро будує форт на, на їхню думку, стабільній землі, щоб потім виявити, що це просто айсберг, тимчасово прикріплений крижаним мостом до материка.